# Franz Malanotti

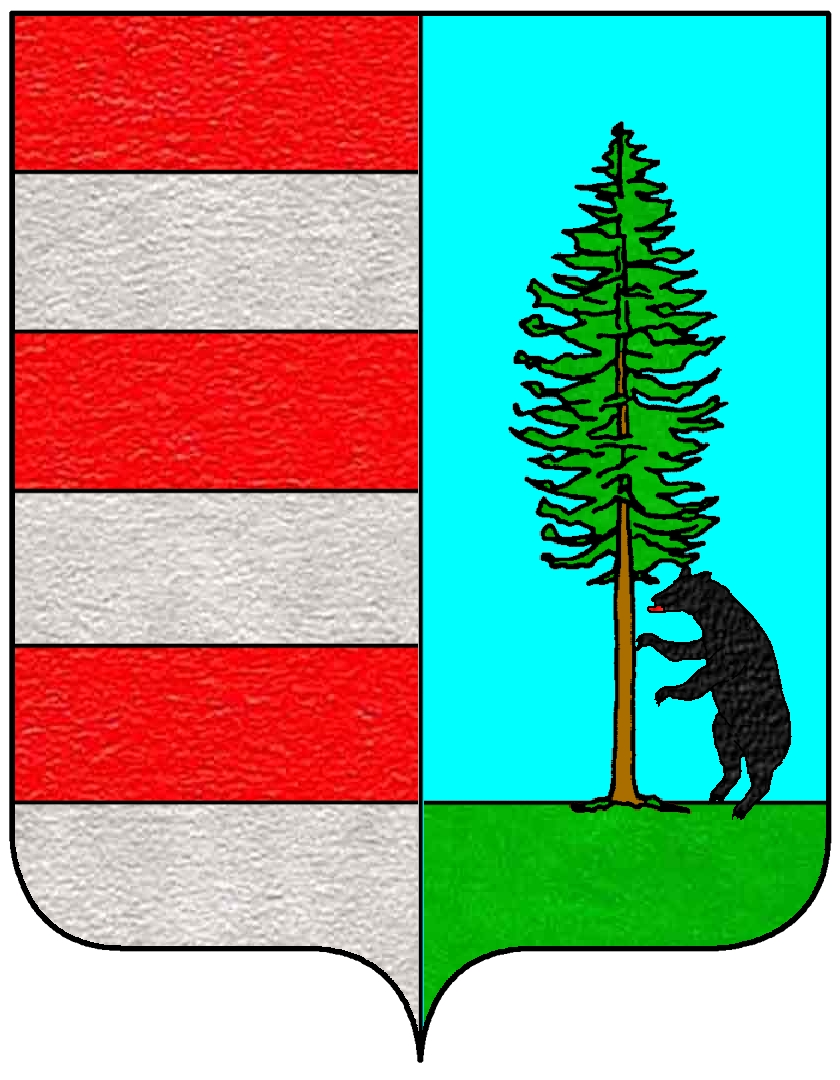
Wappen der Malanotti von Caldes

Franz Malanotti von Caldes (* ca. 1615 - †  nach 1686) war ein tirolerischer Politiker und Diplomat.

## Leben
Er stammte aus dem zum Landadel des Nons- und Sulzberges gehörenden Familie Malanotti, mit Stammsitz in Caldes. Sein Vater war der in Wien verstorbene kaiserliche Reichshofrat Bernardin Malanotti.
Franz Malanotti, Doktor beider Rechte, begleitete Erzherzogin Cäcilia Renata von Österreich nach Polen und wirkte zeitweise als Diplomat in Rom und Neapel. 1644 trat er als oberösterreichischer Regimentsrat in die Dienste Erzherzog Ferdinand Karls. Sein Gehalt betrug 600 Gulden. Am 8. August 1648 erlangte er auf Grund seiner belegten Teilnahme an den Tiroler Landtagen, auf landesfürstlichen Befehl, die Eintragung in die Tiroler Adelsmatrikel. Franz Malanotti heiratete Anna Katharina, die Tochter des oberösterreichischen Hofkanzlers Wilhelm Biener († 1651 in Rattenberg). Wegen seines wegen Hochverrats angeklagten Schwiegervaters legte er seine Ämter nieder und zog sich auf seine Güter in Südtirol zurück. 1686 verzichtete er zugunsten der Töchter seines verstorbenen Schwagers Rudolf Biener auf das Erbe der Biener.

## Nachkommen
- Joseph Malanotti († 1688), kurbayerischer Hofrat
- Georg Sigmund Malanotti, 1693 niederösterreichischer Regimentsrat und 1720 Tiroler Landtagsabgeordneter